# デヴィッド・A・ケネディ
デヴィッド・アンソニー・ケネディ（David Anthony Kennedy, 1955年6月15日 - 1984年4月25日）は、ロバート・F・ケネディとエセル・スカケルの4番目の子供である。

## 生涯
1955年6月15日にワシントンD.C.でロバート・F・ケネディとエセル・スカケルの4番目の子供として生まれる。
13歳の誕生日の11日前の1968年6月4日、ケネディ家と親交のある映画監督のジョン・フランケンハイマーのカリフォルニア州マリブの自宅近くのビーチで兄弟と共に泳いでいた際に溺れかける。ケネディは逆流に飲まれて沈んでいたが、父ロバートによって救出された。その際に打撲を負ったロバートはフランケンハイマーによって痣を隠すためにメイクを施され、数時間後にテレビ出演した。6月5日真夜中過ぎ、父親がカリフォルニア州の予備選で勝利宣言した後に暗殺されたという報道をデヴィッドはテレビで見ていた。事件はデヴィッドの心に傷を残し、その後まもなく薬物の過剰摂取が始まった。
1973年8月にデヴィッドはナンタケットで兄のジョセフ・P・ケネディ2世が運転するジープに乗り、事故で椎骨を折った。同乗していたデヴィッドのガールフレンドのパメラ・ケリーは下半身麻痺で生涯車椅子生活となり、ジョセフは無謀運転で起訴された。彼はハーバード・カレッジでアメリカ史を専攻したが1976年に中退した。また彼はジャーナリストを志望しており、1974年にテネシー新聞で数ヶ月間インターンを務めた。同じく1974年にケネディ兄弟は誘拐の脅威の標的となり、シークレットサービスの警護対象となった。
ハーバードを中退した後のケネディはバージニア州マクリーンにあるケネディ家の邸宅「ヒッコリー・ヒル」とニューヨークを行き来し、1979年2月からはニューヨークに定住した。彼はマンハッタンのディスコで多くの女性と度々目撃されていた。1979年に交際していた英国女優のレイチェル・ウォードもその1人である。また従兄弟のクリストファー・ケネディー・ローフォードの回想録『Symptoms of Withdrawal: A Memoir of Snapshots and Redemption』によると彼とケネディは親友同士であった。
1980年には飲酒運転及び無免許運転で逮捕されており、前者によって380ドルの罰金が科せられた。

## 死去
1984年の春にケネディはミネアポリスのセント・メアリーズ・ホスピタル・アンド・リハビリテーション・センターで1か月過ごしていた。4月19日に彼はイースターのためにフロリダ州パームビーチに飛び、ケネディ家の面々と集まった。ケネディはブラジリアン・コート・ホテルの107号室にチェックインし、その後数日間パーティをした。4月25日、家族から頼まれホテル従業員が確認に行ったところ、コカイン、デメロール、メラリルの過剰摂取により亡くなっているケネディが発見された。
ケネディは4月27日にマサチューセッツ州ブルックラインのホリフッド墓地に埋葬された。